# دهستان رضوان (میامی)
دهستان رضوان نام دهستانی در بخش کالپوش شهرستان میامی، استان سمنان در ایران است. براساس سرشماری مرکز آمار ایران در سال ۱۳۸۵، جمعیت آن ۵۸۳۷ نفر (۱۵۰۹ خانوار) بوده‌است.